# Attala megállóhely
Attala megállóhely egy Tolna vármegyei vasúti megállóhely Attala településen, a helyi önkormányzat üzemeltetésében.
Külterületek közt helyezkedik el, a község legdélebbi házaitól mintegy 200, központjától körülbelül 1 kilométerre délre; közúti elérését a 61-es főút és a 6521-es út szétágazásától kiinduló önkormányzati út (települési nevén Kossuth Lajos utca / Vörösmarty utca) biztosítja.
2022. december 11-étől a vonatok nem állnak meg a megállóhelyen.

## Vasútvonalak
A megállóhelyet az alábbi vasútvonalak érintik:
- Dombóvár–Gyékényes-vasútvonal

## Kapcsolódó állomások
A megállóhelyhez az alábbi állomások vannak a legközelebb:
- Kapospula megállóhely (Dombóvár–Gyékényes-vasútvonal)
- Csoma-Szabadi vasútállomás (Dombóvár–Gyékényes-vasútvonal)